# Aztekium valdezii
Aztekium valdezii este o specie de cactus, din genul Aztekium. Este una dintre cele trei specii care alcătuiesc genul. Specia este originară din Mexic.[1] Aztekium este un gen endemic în Mexic. Aztekium valdezii, a fost descoperit în 2011 de către Mario Alberto Valdéz Marroquín în Munții Oriental Sierra Madre din Nuevo León; numele a fost publicat în mod oficial în 2013,[3], deși în septembrie 2013 numele încă nu fusese acceptat de surse secundare, cum ar fi Lista Plantelor, a se vedea The Plant List  . [4]